# Conversores
Conversores são dispositivos que convertem valores, de um sistema para outro;

## Abrangência de conversores
Os conversores se relacionam com os seguintes ramos do conhecimento, abaixo seguídos de ligações internas:

### Engenharia elétrica
- Engenharia eléctrica
- Motor de corrente alternada
- Motor elétrico
- Partida direta
- Soyuz TM-11

### Eletrônica
- Circuito receptor
- Conversor de freqüência
- Conversor de frequência
- Conversores de freqüência
- Eletrônica de potência
- Filtro passa-baixo
- Fonte chaveada
- Multimedidor
- Onda quadrada
- Soft-starter

### Informática
- BeBox
- Conversor Analógico-Digital ou Conversor A/D
- Conversor digital-analógico ou DAC ou ADC
- Desassemblador
- Filtro digital
- GEDCOM
- LaTeX
- Microcontrolador PIC
- Microprocessador
- Plan 9
- Processador
- SCSI
- Sega Game Gear
- Texas Instruments
- 7z

### Lingüística
- Língua do P
- Tradutores on-line

### Química
- Ródio

### Tecnologia
- Health Level 7
- Sensor
- Telefone
- Televisão digital

## Unidades
- Conversor de unidades de AREA =

* Veja também = 1 E11 m2 = 
- Nó (unidade)

* Veja também = Unidade de medida
- Osciloscópio